# Bão Pam (2015)
Bão Pam là siêu bão có sức gió 10 phút mạnh thứ 2 ở Nam Thái Bình Dương, chỉ đứng sau bão Winston năm 2016 và có áp suất thấp thứ 4 tại Nam bán cầu sau bão Winston năm 2016, Zoe năm 2002 cùng khu vực và bão Gafilo 2004 ở khu vực tây nam Ấn Độ Dương.

## Cấp bão
Cấp bão (Australia): 135 hải lý/giờ - bão lốc dữ dội cấp 5. Áp suất: 896 mbar (hPa)
Cấp bão (Hoa Kỳ): 145 hải lý/giờ - bão lốc cấp 5.